# Herbert Theile
Herbert Theile (* 2. Juli 1930 in Chemnitz; † 8. August 2022) war ein deutscher Humangenetiker. Er wurde 1977 an der Universität Leipzig auf den ersten Lehrstuhl für Humangenetik in der Deutschen Demokratischen Republik (DDR) berufen und trug durch sein Wirken wesentlich dazu bei, die Humangenetik als eigenständiges Fach in Lehre und Forschung in der DDR zu etablieren. Darüber hinaus leistete er wichtige Beiträge zur Diagnose und zur Behandlung der Phenylketonurie.

## Leben
Herbert Theile wurde 1930 in Chemnitz geboren und absolvierte von 1949 bis 1954 ein Studium der Medizin an der Universität Leipzig. Nach der Promotion 1954 war er zunächst von 1955 bis 1959 am Institut für physiologische Chemie und anschließend an der Kinderklinik der Leipziger Universität tätig. 1962 beendete er die Ausbildung zum Facharzt für Kinderheilkunde, zwei Jahre später wurde er habilitiert und zum Dozenten für Kinderheilkunde berufen. Ab 1970 leitete er die Abteilung Verdauungs- und Stoffwechselkrankheiten sowie ab 1974 die daraus hervorgegangene Abteilung Stoffwechsel und Genetik der Kinderklinik.
1977 erhielt er an der Universität Leipzig einen Ruf auf den ersten Lehrstuhl für Humangenetik in der DDR und die Leitung einer eigenständigen Abteilung Humangenetik. Von 1970 bis 1976 war er Mitglied des Vorstandes der Gesellschaft für Pädiatrie der DDR sowie von 1981 bis 1991 der Gesellschaft für Humangenetik der DDR. Nach der deutschen Wiedervereinigung fungierte er von 1992 bis zu seiner Emeritierung 1996 als ordentlicher Professor für Humangenetik sowie ab 1993 als Direktor des neu entstandenen Instituts für Humangenetik der Universität.

## Wissenschaftliches Wirken
Herbert Theile veröffentlichte rund 240 wissenschaftliche Publikationen. Schwerpunkt seiner Forschung war die biochemische Genetik, insbesondere Untersuchungen zum Leber- und Bilirubinstoffwechsel, zur Therapie der Phenylketonurie, zur Pharmakogenetik, zu Glykogenspeicherkrankheiten, zur Mukoviszidose, zu erblichen Muskeldystrophien, zur Pränataldiagnostik sowie zu Chromosomenaberrationen. Für den Aufbau eines Erfassungs- und Betreuungssystems für Patienten mit Phenylketonurie wurde er 1974 gemeinsam mit dem Greifswalder Genetiker Alwin Knapp sowie Günther Cobet von der Berliner Charité mit dem Nationalpreis der DDR ausgezeichnet.

## Werke (Auswahl)
- Angeborene erbliche Stoffwechselstörungen. Leipzig 1968
- Akute und chronische Ernährungsstörungen im Kindesalter. Leipzig 1971
- Funktionsdiagnostik im Kindesalter. Leipzig 1974; außerdem Lizenzausgabe Stuttgart 1974, zweite Auflage Stuttgart 1980 (als Mitherausgeber)